# Половников, Станислав Петрович
Станислав Петрович Половников (род. 26 апреля 1937 года в городе Пермь, РСФСР, СССР) — советский и российский учёный, политический деятель, депутат Государственной Думы ФС РФ первого созыва (1993—1995), доктор технических наук.

## Биография
Получил высшее образование по специальности «инженер-кораблестроитель» в Ленинградском институте водного транспорта. С 1960 по 1964 год работал мастером, начальником цеха Невского судостроительного завода. С 1964 по 1975 год работал в научно-исследовательских институтах начальником лаборатории, главным инженером. С 1975 по 1980 год работал директором Центрального научно-исследовательского института материаловедения Министерства общего машиностроения. С 1980 по 1992 год — в городе Королёв Московской области директором Научно-производственного объединения «Композит». В 1990 году избран членом Центрального комитета КПСС РСФСР.
В 1993 году баллотировался в депутаты по спискам Партии российского единства и согласия, избран не был. В 1994 году, получил вакантный мандат, как следующий за избранным кандидат. В Государственной думе входил во фракцию Партии российского единства и согласия.
В 1997 был членом Межведомственной комиссии Совета Безопасности РФ по проблемам оборонно-промышленного комплекса. Входит в Совет по внешней и оборонной политике. Член Академии технических наук Российской Федерации, член Международной инженерной академии. Доктор технических наук.

## Награды и звания
- Государственная премия СССР[5]
- Премия Совета министров России[5]
- Орден «Знак Почёта»[5]
- Орден «За заслуги перед Отечеством» III ст. (1997)[5]
- Медаль «Заслуженный деятель науки РФ»[5]